# Симонити, Радо
Радо Симонити (словен. Rado Simoniti; 15 мая 1914, Фояна — 14 мая 1981, Любляна) — югославский словенский композитор и дирижёр.

## Биография
Окончил консерваторию в 1937 году, в течение следующих двух лет работал в Сплите. С 1939 по 1943 годы дирижёр хора в Люблянской опере. В партизанских рядах с 1943 года, руководил хором приморских словенцев (которому было присвоено имя Сречко Косовела). С 1945 году дирижёр Люблянской оперы, с 1949 года дирижёр хора Словенской филармонии. Лауреат Премии Прешерна.
Симонити является автором более 600 произведений, среди которых выделяются первая словенская партизанская опера «Партизанка Ана», песни на стихи Карела Дестовника («Пойдём пешком» и «Лишь один цветок») и гимн Словенского Приморья «Vstala Primorska».